# Hillerødkredsen
Hillerødkredsen er fra 2007 en opstillingskreds i Nordsjællands Storkreds. I 1920-2006 var kredsen en opstillingskreds i Frederiksborg Amtskreds. I 1849-1920 var kredsen en valgkreds til Folketinget.

## Valgkreds 1849-1920
Kredsen blev oprettet i 1849 som en af 100 enkeltmandsvalgkredse til Folketinget. Det officielle navn var Frederiksborg Amts 3. Valgkreds. Ved oprettelsen bestod kredsen af følgende områder:
- Hillerød kødstad
- Frederiksborg Slotssogn (Frederiksborg Slotssogn Kommune)
- Herlev Sogn (Herlev Kommune) (skiftede navn til  Nørre Herlev Sogn/Nørre Herlev Kommune i 1917)
- Slagslunde Sogn, Ganløse Sogn (Slagslunde-Ganløse Kommune)
- Lynge Sogn, Uggeløse Sogn (Lynge-Uggeløse Kommune)
- Blovstrød Sogn (Blovstrød Kommune)
- Lillerød Sogn (Lille Kommune)
- Birkerød Sogn (Birkerød Kommune)
- Tjæreby Sogn (Tjæreby Kommune)
- Alsønderup Sogn (Alsønderup Kommune)
- Farum Sogn (Farum Kommune)

Valgkredsens valgsted var i Hillerød.
Kredsens geografiske område blev ændret i 1918. Alsønderup Kommune, Blovstrød Kommune og Birkerød Kommune blev overflyttet fra Hillerødkredsen til Fredensborgkredsen, og følgende områder blev overflyttet til Hillerødkredsen fra Frederikssundkredsen, som blev nedlagt:
- Frederikssund købstad
- Ude Sundby Landdistrikt (del af Ude Sundby Sogn)
- Oppe Sundby Kommune (Oppe Sundby Sogn)
- Slangerup Bykommune (del af Slangerup Sogn)
- Slangerup Landsogn (del af Slangerup Sogn)
- Uvelse Kommune (Uvelse Sogn)
- Jørlunde Kommune (Jørlunde Sogn)
- Græse-Sigerslevvester Kommune (Græse Sogn og Sigerslevvester Sogn)
- Snostrup Kommune (Snostrup Sogn)
- Ølstykke Kommune (Ølstykke Sogn)
- Stenløe-Veksø Kommune (Stenløse Sogn og Veksø Sogn)

### Folketingsmedlemmer valgt i Hillerødkredsen
De anførte kildehenvisninger i parentes henviser til bind og sidetal i værket Rigsdagens medlemmer gennem hundrede aar 1848-1948.
- Johannes Ostermann 4. december 1849 — 27. maj 1853 (II, s. 109)
- H.C. Ørsleff 27. maj 1853 — 1. december 1854 (II, s. 278)
- Morits Philipsen 1. december 1854 — 14. juni 1855 (II, s. 134)
- N.F. Jespersen 14. juni 1858 — 14. juni 1861) (I, s. 266)
- J.H.L. Gammeltoft 14. juni 1861 — 7. juni 1864 (I, s. 160)
- August Jørgensen 7. juni 1864 — 12. oktober 1866 (I, s. 284)
- Peder Pedersen 12. oktober 1866 — 14. november 1873 (II, s. 124) 1822-1911
- Lars Dinesen 14. november 1873 — 20. maj 1913 (I, s. 124)
- Valdemar Jensen 20. maj 1913 — 1. maj 1915 (døde i embedet) (I, s. 259)
- J.C. Wilmann 7. maj 1915 — 22. april 1918 (II, s. 268-169)
- Peder Hedebol 22. april 1918 — 21. april 1920 (III, s. 88)

## Valgsteder i 2005 og 2019
Ved folketingsvalget i 2019 havde kredsen følgende valgsteder med 68.049 stemmeberettigede:
1. Hillerød Kommune
  1. Frederiksborgcentret
  2. Hillerødsholmsskolen
  3. Brødeskov
  4. Hammersholt
  5. Alsønderup
  6. Ullerød
  7. Nødebo
  8. Gadevang
  9. Grønnevang Skole, Jespervej
  10. Grønnevang Skole, Østervang
  11. Lille Lyngby
  12. Skævinge, Harløse, Strø
  13. Gørløse
  14. Uvelse
2. Gribskov Kommune
  1. Blistrup
  2. Esbønderup
  3. Valby
  4. Græsted
  5. Annisse
  6. Gilleleje
  7. Søborg
  8. Helsinge
  9. Mårum
  10. Ramløse
  11. Vejby
  12. Tibirke

Den 8. februar 2005 var der 82.933 stemmeberettigede vælgere i kredsen.
Kredsen rummede i 2005 flg. kommuner og valgsteder:
1. Allerød Kommune
  1. Blovstrød
  2. Lillerød By
  3. Lillerød Vest
  4. Lillerød Øst
  5. Lynge By
  6. Lynge Øst
2. Farum Kommune
  1. Paltholm
  2. Solvang
  3. Stavnsholt
3. Hillerød Kommune
  1. Alsønderup Skole
  2. Brødeskov Skole
  3. Frederiksborgcentret
  4. Gadevang Skole
  5. Hammersholt Forsamlingshus
  6. Harløse Forsamlingshus
  7. Hillerødsholmskolen
  8. Kulsvierskolen
  9. Nødebo Skole
  10. Skanseskolen
  11. Ålholmskolen
4. Slangerup Kommune
  1. Jørlunde
  2. Slangerup
  3. Uvelse
5. Stenløse Kommune
  1. Ganløse
  2. Slagslunde
  3. Stenløse
  4. Søsum
  5. Veksø
6. Ølstykke Kommune
  1. Stengårdsskolen
  2. Toftehøjskolen

## Folketingskandidater
| Liste | Parti                       | Kandidat | Bemærk                                                                                |
| ----- | --------------------------- | --- | ------------------------------------------------------------------------------------- |
| A     | Socialdemokratiet           | Fie Hækkerup |                                                                                       |
| B     | Radikale Venstre            | Martin Lidegaard | Opstillet i hele storkredsen                                                          |
| C     | Det Konservative Folkeparti | Emma Juul Hansen |                                                                                       |
| D     | Nye Borgerlige              | Mette Thiesen, Lene Kattrup                                                                                             | Mette Thiesen er spidskandidat i samtlige opstillingskredse i Nordsjællands Storkreds |
| F     | Socialistisk Folkeparti     | Teis Volstrup, Lise Müller                                                                                              |                                                                                       |
| I     | Liberal Alliance            | Steffen W. Frølund | [ 9 ]                                                                                 |
| O     | Dansk Folkeparti            | Brian Lyck Jørgensen |                                                                                       |
| V     | Venstre                     | Tue Villebro |                                                                                       |
| Ø     | Enhedslisten                | Maj Villadsen |                                                                                       |
| Å     | Alternativet                | Christian Poll, Theresa Scavenius, Julie Katinka Herdal Molbech, Allon Hein Sørensen, Bina Aylen Seff, Susan Kjeldgaard | Er opstillet i samtlige opstillingskredse i Nordsjællands Storkreds                   |